# Насадка Вюрца
Насадка Вюрца — елемент конструкції для дистиляційної перегонки рідин (у тому числі під вакуумом) і синтезу хімічних речовин. З'єднувальний елемент між колбою джерелом і холодильником (наприклад, холодильником Лібіха) — прямого типу. Названа на честь хіміка Ш. А. Вюрца.

## Застосування
Нижній притертий шліф насадки (шліф-керн) входить до шліф-муфти колби-джерела. Керн відведення зі шліфом входить в муфту холодильника. Муфта насадки використовується для установки термометра, установки краплинної воронки для завантаження в колбу-джерело рідких реагентів, а також для завантаження сипучих реагентів при синтезі і дистиляційної перегонці речовин.
Розміри насадок визначаються за ГОСТ 25336-82.

## Схожі прилади
- Насадка Клайзена — варіант насадки Вюрца з двома верхніми муфтами.
- Форштос — варіант насадки Вюрца з двома або трьома верхніми муфтами, але без керна для підключення холодильника.